# 自己解離
水などある種の溶媒の分子は、プロトンの供与および受容の両方を行うことができる。このような溶媒中では、一部の溶媒が溶媒同士でプロトンを授受し、イオン化している。この平衡を溶媒の自己解離（じこかいり）と呼ぶ。

## 定義
溶媒分子を、プロトンを明らかにして HSol と書くと、この溶媒の自己解離平衡は
{\displaystyle {\ce {{2HSol}<=>{H2Sol^{+}}+Sol^{-}}}}
と書くことができる。
例えば、
水 {\displaystyle {\ce {{2H2O}<=>{H3O^{+}}+OH^{-}}}}
メタノール {\displaystyle {\ce {2MeOH<=>{MeOH2^{+}}+MeO^{-}}}}
である。ただし、遊離のプロトンが存在しているわけではなく常に溶媒和している。プロトンを受容した溶媒陽イオンをリオニウム (lyonium)、プロトンを供与した溶媒陰イオンをライエイト (lyate)と呼ぶ。

### 酸塩基平衡
溶媒HSol中において以下のような酸HAの電離平衡が右辺に著しく偏りリオニウムを定量的に生成する場合、HAは溶媒HSol中において強酸であり、平衡が左辺に偏る場合は弱酸として挙動する。
{\displaystyle {\ce {{HSol}+HA<=>{H2Sol^{+}}+A^{-}}}}
また溶媒HSol中において以下のような塩基Bの電離平衡が右辺に著しく偏りリエイトを定量的に生成する場合、Bは溶媒HSol中において強塩基であり、平衡が左辺に偏る場合は弱塩基として挙動する。
{\displaystyle {\ce {{HSol}+B<=>{HB^{+}}+Sol^{-}}}}

## 自己解離定数
自己解離平衡において、生成したリオニウムとリエイトの濃度の積は温度と圧力に依存する一定の値であり、これを自己解離定数、またはイオン積と呼び Kapで表す。厳密にはイオン濃度の代わりにイオン活量を用いるが、一般的に自己解離により生成するイオン濃度は小さいため無限希釈と見なされ濃度と活量はほぼ一致する。
{\displaystyle K_{\mathrm {ap} }=[\mathrm {H_{2}Sol} ^{+}][\mathrm {Sol} ^{-}]/\mathrm {mol^{2}~L^{-2}} }
水の場合は一般に KWで表し、
{\displaystyle K_{\mathrm {W} }=[\mathrm {H_{3}O} ^{+}][\mathrm {OH} ^{-}]/\mathrm {mol^{2}~L^{-2}} }
である。25 ℃の場合、約10−14である。また、この対数をとって符号を変えた
pKap（= −log10 Kap）または pKW （水の場合約14）を自己解離定数またはイオン積と呼ぶこともある。
自己解離定数は溶媒のプロトン供与性および受容性が高いほど大きくなり、また比誘電率が高いほど解離しやすくなる。また溶媒の比電気伝導度は自己解離により生成するイオンの濃度と移動度の積にほぼ比例し、またイオンの移動度は電気泳動的で特にイオン半径の大きなものはストークスの法則に支配され、溶媒和イオンの半径が小さいほど高く、溶媒の粘度に反比例する。ただし、この比伝導度は水分など極微量の不純物に著しく影響され、自己解離定数の小さい溶媒は特に誤差が大きい。
| 溶媒               | 平衡                                                                           | 比誘電率    | 比伝導度 / Ω-1cm-1 | pKap      | 温度     |
| ------------------ | ------------------------------------------------------------------------------ | ----------- | ------------------ | --------- | -------- |
| 水                 | {\displaystyle {\ce {2H2O<=>{H3O^{+}}+OH^{-}}}}                                | 78.54       | 6.40×10−8          | 13.996    | 25℃      |
| メタノール         | {\displaystyle {\ce {2CH3OH<=>{CH3OH2^{+}}+CH3O^{-}}}}                         | 32.6        | 1.5×10−9           | 16.7      | 25℃      |
| エタノール         | {\displaystyle {\ce {2CH3CH2OH<=>{CH3CH2OH2^{+}}+CH3CH2O^{-}}}}                | 24.3        | 1.35×10−9          | 19.1      | 25℃      |
| エチレングリコール | {\displaystyle {\ce {2HO(CH2)_{2}OH<=>{HO(CH2)_{2}OH2^{+}}+HO(CH2)_{2}O^{-}}}} | 40.8        | 1.16×10−6          | 14.2      | 25℃      |
| ホルムアミド       | {\displaystyle {\ce {2HCONH2<=>{HCONH3^{+}}+HCONH^{-}}}}                       | 109.5       | 2×10−7             | 16.8      | 25℃      |
| アセトニトリル     | {\displaystyle {\ce {2CH3CN<=>{CH3CNH^{+}}+CH2CN^{-}}}}                        | 36.0        | 1.76×10−7 (20℃)    | 28.5      | 25℃      |
| フルオロスルホン酸 | {\displaystyle {\ce {2HSO3F<=>{H2SO3F^{+}}+SO3F^{-}}}}                         | 150         | 1.085×10−4         | 7.6       | 25℃      |
| 硫酸               | {\displaystyle {\ce {2H2SO4<=>{H3SO4^{+}}+HSO4^{-}}}}                          | 101         | 1.044×10−2         | 2.9       | 25℃      |
| 硝酸               | {\displaystyle {\ce {2HNO3<=>{NO2^{+}}+{NO3^{-}}+H2O}}}                        | -           | 3.72×10−2          | 1.2       | 25℃      |
| フッ化水素         | {\displaystyle {\ce {2HF<=>{H2F^{+}}+F^{-}}}}                                  | 83.6        | 1.6×10−6           | 9.7       | 0℃       |
| ギ酸               | {\displaystyle {\ce {2HCOOH<=>{HCOOH2^{+}}+HCOO^{-}}}}                         | 58.5        | 6.08×10−5          | 6.2       | 25℃      |
| 酢酸               | {\displaystyle {\ce {2CH3COOH<=>{CH3COOH2^{+}}+CH3COO^{-}}}}                   | 6.13 (20℃)  | 1.12×10−8          | 14.45     | 25℃      |
| シアン化水素       | {\displaystyle {\ce {2HCN<=>{HCNH^{+}}+CN^{-}}}}                               | 118.8 (18℃) | 5×10−7 (0℃)        | 18.7      | 12℃      |
| アンモニア         | {\displaystyle {\ce {2NH3<=>{NH4^{+}}+NH2^{-}}}}                               | 22.4 16.9   | 2.97×10−7 (−35℃)   | 32.5 27.7 | −33℃ 25℃ |
| エタノールアミン   | {\displaystyle {\ce {2H2N(CH2)2OH<=>{H3N(CH2)2OH^{+}}+H2N(CH2)2O^{-}}}}        | 37.7        | -                  | 5.2       | 25℃      |
| エチレンジアミン   | {\displaystyle {\ce {2H2N(CH2)2NH2<=>{H2N(CH2)2NH3^{+}}+H2N(CH2)2NH^{-}}}}     | 12.9        | 9×10−8             | 15.3      | 25℃      |

## 温度および圧力依存性
水の自己解離に関する熱力学的諸量は以下の通りである。
|          | {\displaystyle \Delta H^{\circ }} | {\displaystyle \Delta G^{\circ }} | {\displaystyle \Delta S^{\circ }} | {\displaystyle \Delta C_{p}^{\circ }} | {\displaystyle \Delta V^{\circ }} |
| -------- | --------------------------------- | --------------------------------- | --------------------------------- | ------------------------------------- | --------------------------------- |
| 自己解離 | 55.836 kJ mol−1                   | 79.885 kJ mol−1                   | −80.66 J K−1 mol−1                | −223.8 J K−1 mol−1                    | −22.07 cm3 mol−1                  |

### 温度依存性
水の自己解離は吸熱的であるため自己解離定数は温度の上昇と伴に増大する。ギブス自由エネルギーの温度変化とエンタルピー変化の間には以下の関係があり、
{\displaystyle \left({\partial (\Delta G/T) \over {\partial T}}\right)_{P}=-{\Delta H \over {T^{2}}}}
またギブス自由エネルギーと平衡定数の関係 ΔG = －RTlnK から、平衡定数の温度依存性は以下のようになる。
{\displaystyle \left({\partial \ln K_{\mathrm {ap} } \over {\partial T}}\right)_{P}={\Delta H^{\circ } \over {RT^{2}}}}

### 圧力依存性
また解離によりイオンの水和による電縮が起こるため、エントロピーおよび部分モル体積は減少し、圧力の上昇と伴に自己解離定数は増大する。
{\displaystyle \left({\partial \Delta G \over {\partial P}}\right)_{T}=\Delta V}

## 希薄塩基性溶液の pH
pH は溶液中の水素イオンの活量、あるいはリオニウムの活量で、
{\displaystyle \mathrm {pH} =-\log _{10}a_{\mathrm {H} ^{+}}}
と定義されるが、希薄溶液では活量を濃度で近似して、
{\displaystyle \mathrm {pH} \approx -\log _{10}\left([\mathrm {H} ^{+}]/\mathrm {mol~dm^{-3}} \right)=\mathrm {p} K_{\mathrm {W} }+\log _{10}\left([\mathrm {OH} ^{-}]/\mathrm {mol~dm^{-3}} \right)}
のように表すこともできる。このように、希薄塩基性溶液の pH を [OH−] で近似的に求める場合、水の自己解離定数に依存する。

## プロトン授受性から見た溶媒の分類
水に代表されるプロトン授受が可能な溶媒を「両性溶媒」と呼び、他にアルコール類や過酸化水素、酢酸などが挙げられる。プロトン供与性は強いが受容性の弱い溶媒を「酸性溶媒」あるいは「プロトン供与性溶媒」と呼び、酢酸や硫酸などがある。一方、プロトン受容性は強いが供与性が弱い、あるいはほとんどない溶媒を「プロトン受容性溶媒」あるいは「塩基性溶媒」と呼び、液体アンモニアやピリジンなどが挙げられる。プロトン供与性溶媒やプロトン受容性溶媒も一部は純溶媒中でもプロトン授受を行っている。一方、プロトン解離がほとんど起こらない溶媒は一般に「非プロトン性溶媒」として区別される。